# Ammomarginulininae
Ammomarginulininae es una subfamilia de foraminíferos bentónicos de la familia Lituolidae, de la superfamilia Lituoloidea, del suborden Lituolina y del orden Lituolida. Su rango cronoestratigráfico abarca desde el Misisípico (Carbonífero) hasta la Actualidad.

## Discusión
Clasificaciones previas incluían Ammomarginulininae en el suborden Textulariina del orden Textulariida, o en el orden Lituolida sin diferenciar el suborden Lituolina.

## Clasificación
Ammomarginulininae incluye a los siguientes géneros:
- Agardhella †
- Ammobacularia †
- Ammobaculites
- Ammomarginulina
- Ammotium
- Discamminoides †
- Eratidus
- Haymanella †
- Kutsevella †
- Lamina †
- Ostiobaculites †
- Sculptobaculites †
- Simobaculites †

Otro género asignado a Ammomarginulininae y clasificado actualmente en otra familia es:
- Tekkeina, ahora en la familia Nezzazatidae

Otros géneros considerados en Ammomarginulininae son:
- Ammovaginulina, aceptado como Ammotium
- Evobaculites †, aceptado como Sculptobaculites